# توماس ولف
توماس ولف (انگلیسی: Thomas Wolfe; ۳ اکتبر ۱۹۰۰ – ۱۵ سپتامبر ۱۹۳۸) یک نویسنده اهل ایالات متحده آمریکا بود. ولف برای نوشتن رمان «فرشته، به سوی خانه نظر کن!» معروف است. نام کامل او تامس کلیتون وُلف (Thomas Clayton Wolfe) است. ولف یکی از نویسندگان آمریکایی اوایل قرن بیستم است که در ۳ اکتبر ۱۹۰۰ متولد شد و در ۱۵ سپتامبر ۱۹۳۸ درگذشت. ولف ادراک حسیِ لطیف و بی‌نظیر، حافظه‌ای فوق‌العاده قوی، علاقه‌ای پرشور به ماهیتِ تجربه، لحنی عمیقاً میهن‌دوستانه، تعهدی به بیان احساساتِ خود و سبک بلاغی‌ای قدرتمند داشت. این عناصر در آثار او به‌هم آمیخته‌اند تا حماسه‌ای وسیع و مبسوط از تجربهٔ حیاتِ مردی در آمریکا بیافرینند. تامس ولف به هنگام مرگش در ۱۹۳۸، درست پیش از تولد سی و هشت سالگی، دو رمان بلند (به خانه بنگر فرشته و از زمان و رود)، یک مجموعه داستان کوتاه و جستاری در باب فنّ ادبی به‌چاپ رسانده بود.

## آثار ترجمه شده به فارسی
- داستان یک رمان، احمد کسایی پور که متن سخرانی ولف در دانشگاهی آمریکاست و قبلاً توسط خانم ساغر ساغرنیا منتشر شده است.
- دری در کار نیست و جستار مرد تنهای خدا که یک رمان کوتاه همراه با جستار مرد تنهای خدای ولف است که توسط امین مدی به فارسی ترجمه شده است.